# 乳管

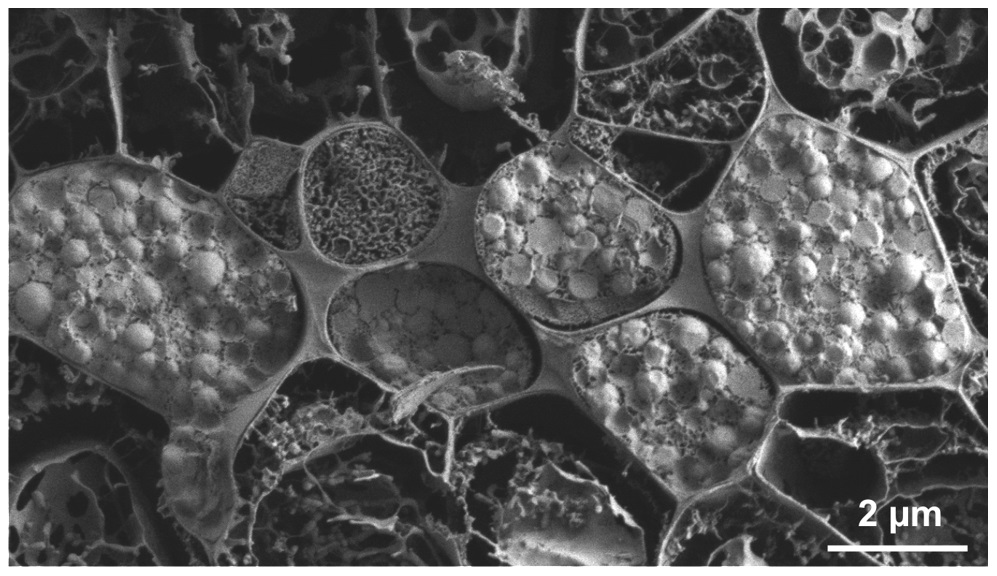
显微镜下北疆风铃草叶柄中的乳管

乳管是植物体内一种分泌特殊次生代谢物的细胞或组织，能够产生乳胶。乳管在大戟科、菊科、夹竹桃科、萝摩科、罂粟科和山榄科等约41个被子植物科中都有分布。

## 生长机制
乳管是一种具有长管状、多细胞核的特化细胞，其生长主要通过两种机制实现：
- 细胞融合生长：细胞之间通过细胞壁的降解实现融合，使多个细胞核共享细胞质[3]。
- 侵入性生长：单一细胞通过细胞核分裂但细胞质不分裂的方式延伸和扩大[4]。

## 分类
根据乳管生长方式和成熟形态，可分为无节乳管和有节乳管两大类。
在同一植物科中，可能同时存在有节和无节两种乳管，如大戟科的大戟属为无节乳管，而橡胶树属则为有节乳管。一些曾被认为是无节乳管的植物在电子显微镜下被发现存在细胞间融合现象，有些植物甚至同时具备两种发育机制。

### 无节乳管
无节乳管由单个母细胞发育而成，母细胞通过有丝分裂但不伴随细胞质分裂，不形成细胞板，从而产生多核的乳管细胞，最终形成无节乳管。根据是否分枝，无节乳管进一步分为：
- 无节无分枝乳管：例如长春花属和大麻属[7]。
- 无节分枝乳管：分枝复杂，例如大戟属和榕属[8]。

一些植物如杜仲的乳管为无节乳管，但其是否分枝尚存争议。

### 有节乳管
有节乳管由多个细胞起源，发育过程中细胞端壁部分或完全降解，细胞彼此融合形成长管状结构。根据乳管细胞侧壁是否融合，有节乳管可分为：
- 有节无连接乳管：例如旋花科甘薯属和山榄科人心果属。
- 有节连接乳管：细胞融合形成网状结构，例如菊科菊苣属和蒲公英属，以及大戟科橡胶树属和木薯属。